# Morum macdonaldi
Morum macdonaldi is een slakkensoort uit de familie van de Harpidae. De wetenschappelijke naam van de soort is voor het eerst geldig gepubliceerd in 1981 door Emerson.